# Glen Moore
Glen Moore (Portland, 28 ottobre 1941) è un bassista statunitense, specializzato nella musica jazz, che occasionalmente si esibisce al pianoforte, al flauto e al violino.

## Biografia
La sua carriera artistica è iniziata all'età di 14 anni con i Young Oregonians a Portland, in Oregon, dove ha incontrato e suonato con il sassofonista nativo americano Jim Pepper. Si è laureato in storia e letteratura presso l'Università dell'Oregon. La sua istruzione formale di basso è iniziata dopo il college con Jerome Magil a Portland, James Harnett a Seattle, Gary Karr a New York, Plough Christenson a Copenaghen, Ludwig Streicher a Vienna e Francois Rabbath alle Hawaii. Negli ultimi 30 anni, Glen ha suonato un violino Klotz fabbricato in Tirolo intorno al 1715 sul quale ha fatto ampio uso di un'accordatura unica con una corda di Do sia bassa che alta.
Moore è un membro fondatore del gruppo musicale Oregon insieme a Ralph Towner, Paul McCandless e Collin Walcott, ma ha anche suonato regolarmente con Rabih Abou-Khalil, Vasant Rai, Nancy King e Larry Karush.